# Гасселтербурвен
Гасселтербурвен (нід. Gasselterboerveen) — селище в нідерландській провінції Дренте. Входить до муніципалітету А-ен-Гюнзе. Його населення станом на 2005 рік складало 50 осіб.